# NGC 2922
NGC 2922 ist eine Balken-Spiralgalaxie vom Hubble-Typ SBc im Sternbild Leo Minor am Nordsternhimmel. Sie ist schätzungsweise 194 Millionen Lichtjahre von der Milchstraße entfernt und hat einen Durchmesser von etwa 70.000 Lichtjahren.
Im selben Himmelsareal befindet sich u. a. die Galaxie IC 2493.
Das Objekt wurde am 18. März 1884 von Édouard Stephan entdeckt.